# Verrucella alba
Verrucella alba är en korallart som först beskrevs av Kükenthal 1919.  Verrucella alba ingår i släktet Verrucella och familjen Ellisellidae.
Artens utbredningsområde är Röda havet. Inga underarter finns listade i Catalogue of Life.